# Simon Richardson
Pour les articles homonymes, voir Richardson.
Simon Richardson est un coureur cycliste britannique, né le 21 juin 1983 à Bristol.

## Biographie
Ancien spécialiste de cyclo-cross, il a remporté le championnat de Grande-Bretagne espoirs en 2004. Par la suite, il choisit la route comme sport. En 2008, il remporte avec son équipe Plowman Craven une étape de la FBD Insurance Rás, en Irlande.
Il rejoint en 2010, l'équipe Sigmasport Specialized.
Depuis 2013, Simon Richardson est animateur et consultant de la chaîne YouTube GCN (Global Cycling Network) aux côtés de Daniel Lloyd et de Matthew Stephens.

## Palmarès sur route

### Par années
- 2008
  - 5e étape de la FBD Insurance Rás
  - 3e du Lincoln Grand Prix
- 2009
  - FBD Insurance Rás
- 2010
  - 2e du Beaumont Trophy

### Classements mondiaux
| Année           | 2008 | 2009 | 2010 | 2011   |
| --------------- | ---- | ---- | ---- | ------ |
| UCI Europe Tour | 812e | 266e | 573e | 1 024e |

## Palmarès en VTT
- 2005
  -  Champion de Grande-Bretagne de cross-country espoirs

## Palmarès en cyclo-cross
- 2003-2004
  - 2e du championnat de Grande-Bretagne de cyclo-cross espoirs